# Sphenomorphus cophias
Sphenomorphus cophias — вид сцинкоподібних ящірок родини сцинкових (Scincidae). Ендемік Малайзії.

## Поширення і екологія
Sphenomorphus cophias мешкають на горі Таган в штаті Паханг в центральній частині Малайського півострова. Вони живуть у вологих тропічних лісах.